# مستوطنات جنوية

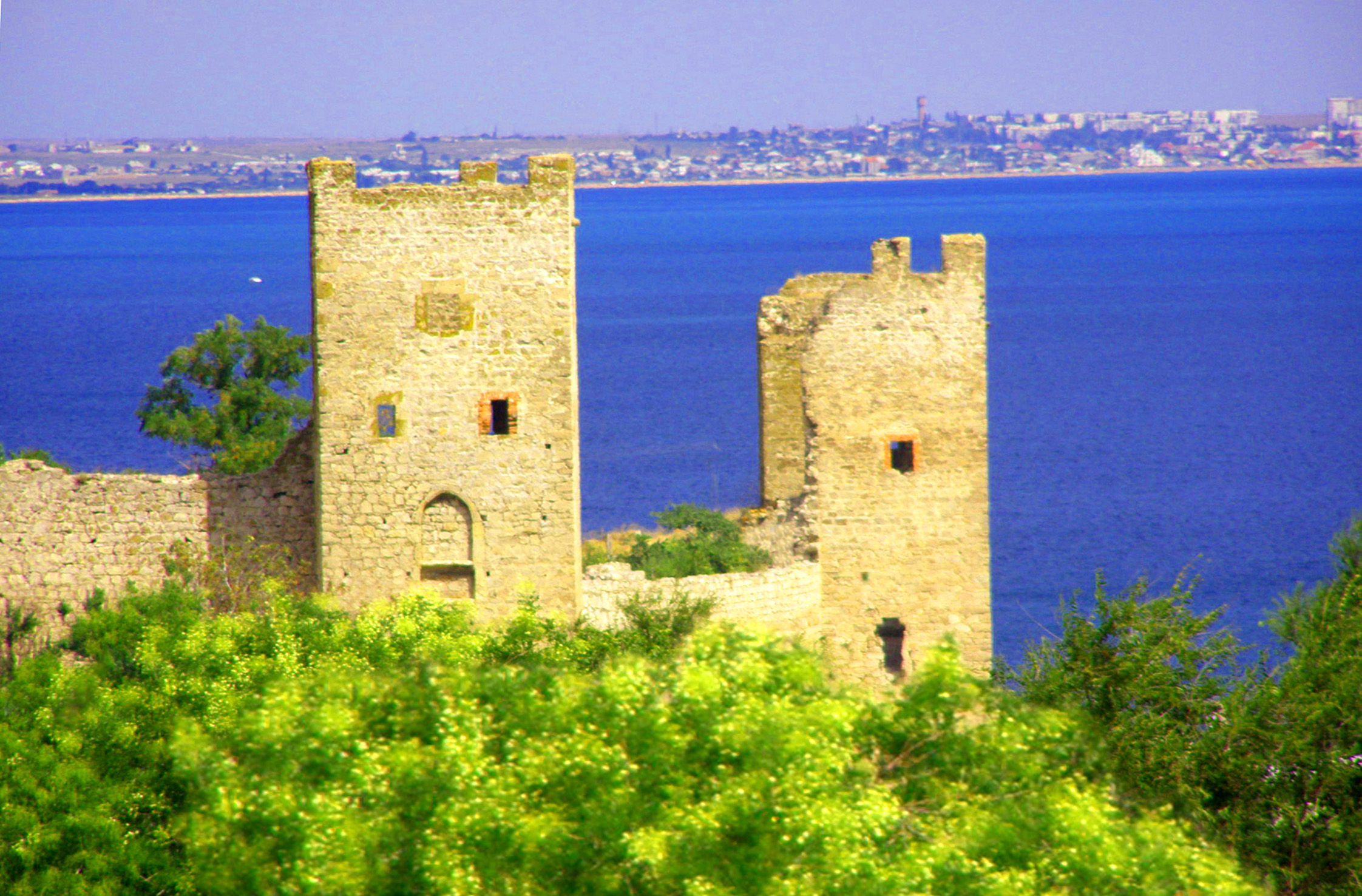
الجدران الجنوية في كافا أو فيودوسيا حاليًا في القرم.

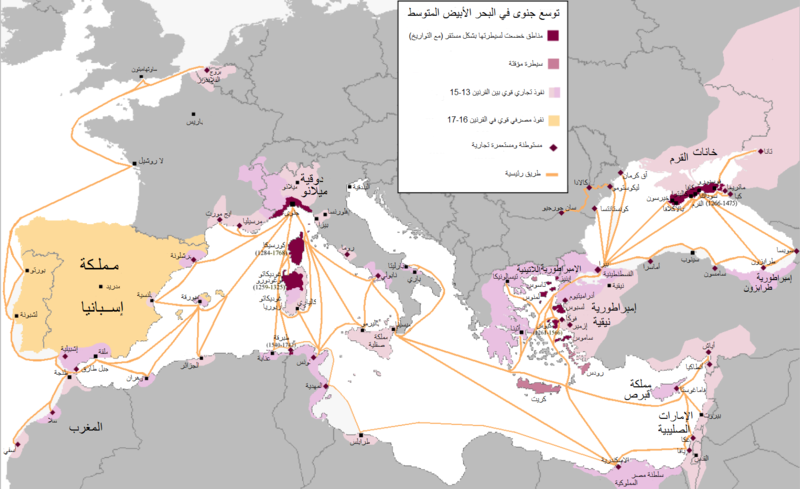
خريطة توضح التوسع الجنوي.

كانت مستعمرات جمهورية جنوة عبارة عن سلسلة من المراكز الاقتصادية والتجارية في البحر الأبيض المتوسط والبحر الأسود. أنشئت بعضها مباشرة تحت رعاية السلطات الجمهورية لدعم اقتصاد التجار المحليين (خصوصًا بعد الامتيازات التي حصلت عليها خلال الحروب الصليبية)، بينما نشأت أخرى كممتلكات إقطاعية للنبلاء الجنويين، أو كانت قد تأسست من قبل مؤسسات خاصة قوية مثل بنك سان جورج.

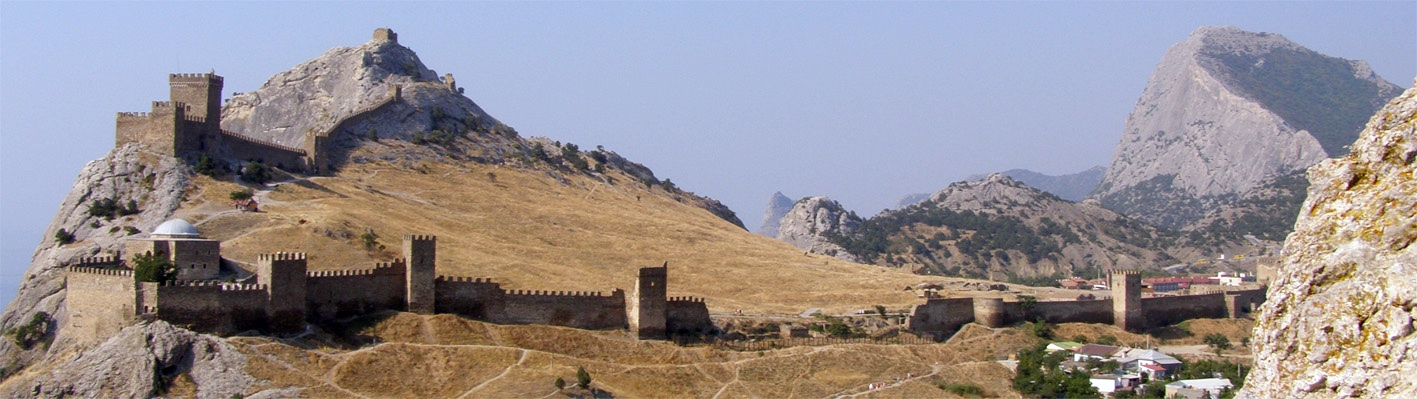
الحصن الجنوي في سوداك في أوكرانيا.